# Augustin de Canterbury
Augustin (n. începutul sec. VI - d. 26 mai 604) a fost primul arhiepiscop de Canterbury, și primul primat al Kentului. Este considerat sfânt în Bisericile Anglicană, Catolică și Ortodoxă. Inițial, a fost abate al abației benedictine "Sfântul Andrei" din Roma, iar apoi, a fost trimis de papa Grigore cel Mare să-i convertească pe anglo-saxoni, dar și pe romano-britani (care căzuseră din nou în idolatrie) la creștinism. Împreună cu 40 de călugări, Sfântul Augustin a ajuns în Anglia anglo-saxonă, unde l-a convertit la creștinism pe regele Ethelbert (care avea o soție creștină, pe nume Berta). În același an a organizat Biserica de acolo în 12 dioceze. Datorită succeselor sale, Augustin a primit noi colaboratori și a fost numit arhiepiscop primat al Angliei. Augustin a reușit să întemeieze alte 2 episcopii: Episcopia de Londra și cea de Rochester, episcopi fiind Mellitus și Iustus. În anul 603 nu a reușit să rezolve neînțelegerile între Biserica Romană și cea Celtică din Țara Galilor și Scoția, cu privire la anumite sacramente și data Paștelui. Aceste probleme au fost rezolvate odată cu Sinodul de la Whitby din 664. Astfel, activitatea misionară a Sfântului Augustin a fost extrem de importantă pentru reintroducerea creștinismului în Anglia. Sfântul Augustin de Canterbury a murit pe 26 mai 604.